# Dendrobium dactylodes
Dendrobium dactylodes är en orkidéart som beskrevs av Heinrich Gustav Reichenbach. Dendrobium dactylodes ingår i släktet Dendrobium, och familjen orkidéer. Inga underarter finns listade i Catalogue of Life.